# Andreas Hanske
Andreas Hanske (* 17. Januar 1950 in Radebeul; † 12. September 2023 in Leipzig) war ein deutscher bildender Künstler und Geophysiker.

## Leben und Werk
Andreas Hanske studierte nach seiner Berufsausbildung mit Abitur zum Maschinenschlosser von 1971 bis 1975 Geowissenschaften an der Bergakademie in Freiberg und arbeitete anschließend bis 1978 als Geophysiker. Ab dann war er als freischaffender Künstler tätig. 1982 zog Hanske nach Leipzig, wo er bis zu seinem Tod lebte und arbeitete. 1984 hatte er seine erste Einzelausstellung in der Galerie Eigen + Art am Körnerplatz. Im Jahr 1984 wurde er Mitglied im Verband Bildender Künstler der DDR, 1990 im Bund bildender Künstler Leipzig e.V. Im Rahmen des Künstleraustauschs Transfer hatte er 1991 mit einem Kunststipendium des Bundeslandes Nordrhein-Westfalen einen Arbeitsaufenthalt in Köln. Im gleichen Jahr war er Mitbegründer des Leipziger Kunstvereins Mobiles Büro für Erdangelegenheiten. 2001 machte er eine Umschulung zum Mediengestalter mit dem Schwerpunkt Webdesign.
Hanske war abgesehen von einigen Mal- und Zeichenkursen, die er in Dresden besuchte, Autodidakt. In den ersten Jahren als Künstler zeichnete und malte er im expressionistischen Stil, ab etwa Mitte der 1980er Jahre war er auch bildhauerisch tätig und fertigte Holzskulpturen und Holzschnitte an. Sein Stil wandelte sich ab dann in die Richtung Abstrakte Kunst. Nach der Wende gehörten auch Installationen und Performances zu seinem künstlerischen Schaffen. Zwischen 1983 und 2016 war er in zahlreichen Einzel- und Gruppenausstellungen vorwiegend in Deutschland vertreten.
Er verstarb am 12. September 2023 in Leipzig.

## Werke und Kataloge (Auswahl)
- als Illustrator: William Totok: Eiszeit. 13 Gedichte. Ursus Press, Berlin 1987, DNB 993737250.
- Arbeitsdokumentation. 5. Sächsisches Druckgrafik-Symposion in den Werkstätten für Künstlerische Druckgrafik von Jeanette und Reinhard Rössler in Hohenossig. Hohenossig 1995, DNB 1002989213
- Nüsse auf Kante. Arbeiten von 1995 bis 1999. Leipzig 2000, DNB 960021264.
- Reduktion und Vielfalt. Arbeiten von 1995 bis 1999. Kunstverein Salzgitter, Salzgitter 2000, DNB 959831789.
- als Illustrator: Lutz Nitzsche-Kornel: Flip Flop and Fly. Gedichte. Engelsdorfer Verlag, Leipzig 2016, ISBN 978-3-96008-282-8.